# Miuzela
Miuzela est une ancienne freguesia de Beira Alta qui, par la loi du 28 janvier 2013, a été fusionnée dans l’Union des Freguesias de Miuzela et Port d’Ovelha.